# Хувайдуллоев, Нурулло Умарович
Нурулло Умарович Хувайдуллоев (тадж. Нурулло Умарович Ҳувайдуллоев; 20 марта 1940, село Понгоз, Аштский район, Ленинабадская область, Таджикская ССР, СССР — 24 августа 1992, Душанбе, Таджикистан) — таджикский государственный деятель. Первый Генеральный прокурор Республики Таджикистан с 14 марта 1992 года по 24 августа 1992 года. Депутат Верховного Совета Таджикской ССР (1990).

## Биография
Нурулло Хувайдуллоев родился 20 марта 1940 года в селе Понгоз Аштского района Ленинабадской области Таджикской ССР. После окончания средней школы поступил в Таджикский государственный университет, став студентом юридического факультета. В 1962 году поступил на работу в Прокуратуру Таджикской ССР. В разное время работал на должностях председателя суда в Центральном районе Душанбе, заведующего отделом административных органов в Совете министров Таджикской ССР.
В 1980 году Нурулло Хувайдуллоев поступил в аспирантуру Академии общественных наук при Центральном комитете и в 1983 году стал кандидатом юридических наук. После защиты диссертации работал на должностях заместителя заведующего отделом административных органов (1983—1986), заведующего отделом административных органов Центрального комитета партии Таджикской ССР (1986—1990). В 1990 году Нурулло Хувайдуллоев избрался депутатом Верховного Совета Таджикской ССР, где возглавил Комитет по законности, правопорядку и обращениям граждан.
В июне 1991 года после внесения поправок в Конституцию Таджикской ССР, право назначения и освобождения от должности прокурора республики было делегировано Верховному совету. 22 февраля 1991 года состоялась сессия Верховного Совета, на которой Нурулло Хувайдуллоев был выбран прокурором страны, другими кандидатами на эту должность были Сафарали Кенджаев и Тухтамурод Почамуллоев. 14 марта 1992 года решением Верховного совета прокуратура Таджикистана получила статус «генеральной» и Нурулло Хувайдуллоев стал первым в истории республики Генеральным прокурором.

## Убийство
В начале 1992 года в Таджикистане разворачивается и набирает обороты противостояние между правительством и оппозицией, ситуация в стране находилась на пороге гражданской войны. 5 мая 1992 года Рахмон Набиев объявил чрезвычайное положение, запретил митинги и ввёл в Душанбе комендантский час. Несмотря на это, вооружённые отряды оппозиции захватили телецентр и начали транслировать заявления своих лидеров по всей стране, часть силовых структур также перешла на их сторону. Оппозиция выдвигает ряд условий правительству, одно из которых - отставка Генерального прокурора. На волне этих требований, 7 мая 1992 года, Нурулло Хувайдуллоев был временно отстранен от своей должности. На фоне начинающихся уличных боев в городе, он принял решение уехать в Ленинабад и 10 мая 1992 года покинул Душанбе. После относительной нормализации обстановки в городе, Нурулло Хувайдуллоев вернулся в столицу и снова стал исполнять обязанности Генерального прокурора.
24 августа 1992 года в Душанбе по дороге на работу, Нурулло Хувайдуллоев был застрелен в упор из автоматического оружия в своём служебном автомобиле «Волга» ГАЗ-24. Преступники бросили на месте преступления свой автомобиль марки «Жигули» и скрылись на машине убитого. По другим источникам, за две недели до убийства Нуруллу Хувайдуллоева лишили личной охраны, служебная машина Генерального прокурора была заблокирована тремя автомобилями, его вывели из машины и пытались поставить на колени, после чего расстреляли из автоматов. Вместе с Нуруллой Хувайдуллоевым был убит его водитель Довуд Мусоев.
Генеральной прокуратурой было возбуждено уголовное дело, в связи с убийством Нуруллы Хувайдуллоева, по части 3 статьи №63 Уголовного кодекса Таджикистана «Террористический акт». Следствием было установлено, что исполнителями убийства были Рахимбек Нуруллобеков и Давлатбек Махмудов, в брошенной на месте преступления машине были обнаружены документы, удостоверяющие их личности. 26 ноября 1993 года обоих приговорили к высшей мере наказания – расстрелу, приговор был приведён в исполнение в 1994 году.
Прощание с телом Нуруллы Хувайдуллоева состоялось 24 августа 1992 года в здании Верховного Совета Таджикистана, 25 августа он был похоронен в махалле Кала в селе Понгоз у себя на родине. Во время его похорон прошёл траурный митинг на который собрались тысячи людей со всей республики.

## Память
- Имя Нуруллы Хувайдуллоева носит улица в Душанбе, на которой произошло его убийство.
- В селе Понгоз на его родине, именем Хувайдуллоева названа школа и установлен бюст.
- О Нурулле Хувайдуллоеве сняли документальный фильм «Я не боюсь»[4].